# Xanthopimpla pleuralis
Xanthopimpla pleuralis là một loài tò vò trong họ Ichneumonidae.